# Axel Eurén (läkare)
Axel Herman Eurén (i riksdagen kallad Eurén i Jönköping), född 22 juni 1862 i Ljustorps församling, död 30 augusti 1948 i Kungsholms församling i Stockholm, var en svensk läkare och politiker.
Eurén var lasarettsläkare i Eksjö och sedan i Jönköping. Han var ordförande i Svenska lasarettsläkareföreningen 1912–1919. 
Han var ledamot av riksdagens andra kammare 1922–1924. Han tillhörde Lantmanna- och borgarpartiet.